# Ōmine Okugakemichi
L'Ōmine Okugakemichi (大峯奥駈道?, letteralmente: “profondo sentiero interno delle grandi vette”)  è un percorso di pellegrinaggio sulla penisola di Kii nella regione del Kansai in Giappone. Inizia a Yanagi-no-shuku, un'ex stazione dei traghetti sul fiume Yoshino nella prefettura di Nara, conduce attraverso la regione montuosa Ōmine, ai 1200-1900 metri di Yoshino e Kumano nella prefettura di Wakayama e termina, dopo circa 170 chilometri, al Kumano Hongū Taisha.

## Panoramica
Secondo la tradizione, l'Ōmine Okugakemichi fu istituito come campo di addestramento per lo Shugendō, una religione sincretica che incorpora aspetti del taoismo, dello shintoismo, del buddismo esoterico e dello sciamanesimo tradizionale giapponese, dal mistico del periodo Asuka, En no Gyōja. Collega Kimpusen-ji nel distretto di Yoshino, nella prefettura di Nara, con il Kumano Sanzan nella prefettura di Wakayama meridionale. Il percorso è molto accidentato e isolato, con una serie di tratti impegnativi fino a stretti sentieri su pendii ripidi e salite su falesie. Il monte Ōmine nel nome del percorso è una specifica montagna sacra, ma in origine il termine si riferiva a tutti i monti Yoshino lungo il percorso. I credenti hanno preso come punto di partenza Kumano o Yoshino, a seconda del loro orientamento religioso. Quest'ultima direzione ha dominato dal periodo Edo.
Lungo il percorso si trovano 75 luoghi spirituali chiamati nabiki (靡) nelle grotte, sulle rocce, nelle cascate, sulle cime delle montagne, ecc. usati per la preghiera o per gli esercizi spirituali. Per motivi religiosi, alle donne è vietato percorrere la maggior parte del tragitto e il monte Ōmine rimane chiuso alle donne fino ad oggi. Il percorso richiede diversi giorni per essere completato ed è per lo più deserto senza insediamenti e poche possibilità di interromperlo una volta iniziato.
Durante il periodo Edo, il dominio di Kishū controllava la maggior parte del territorio attraversato dal sentiero e spesso guardava con sospetto i monaci Shugendō. Dopo la restaurazione Meiji, lo Shugendō dovette affrontare l'ostilità dovuta alla separazione, da parte del governo Meiji, delle politiche buddhiste e shintoiste e gran parte del percorso andò perduta o tornò alla natura selvaggia. Nel 1936, l'area divenne parte del Parco nazionale di Yoshino-Kumano e dagli anni 1980 storici dilettanti e gruppi di escursionisti hanno lavorato per ripristinare il sentiero e per costruire rifugi di montagna per gli escursionisti e i moderni seguaci dello Shugendō che tentavano di passare per il sentiero. Nel 2002, il sentiero è stato designato come sito storico nazionale, e, nel 2004, è stato incluso all'interno dei Siti sacri e vie di pellegrinaggio nella catena montuosa di Kii, sito del patrimonio dell'umanità dell'UNESCO.

## Galleria d'immagini

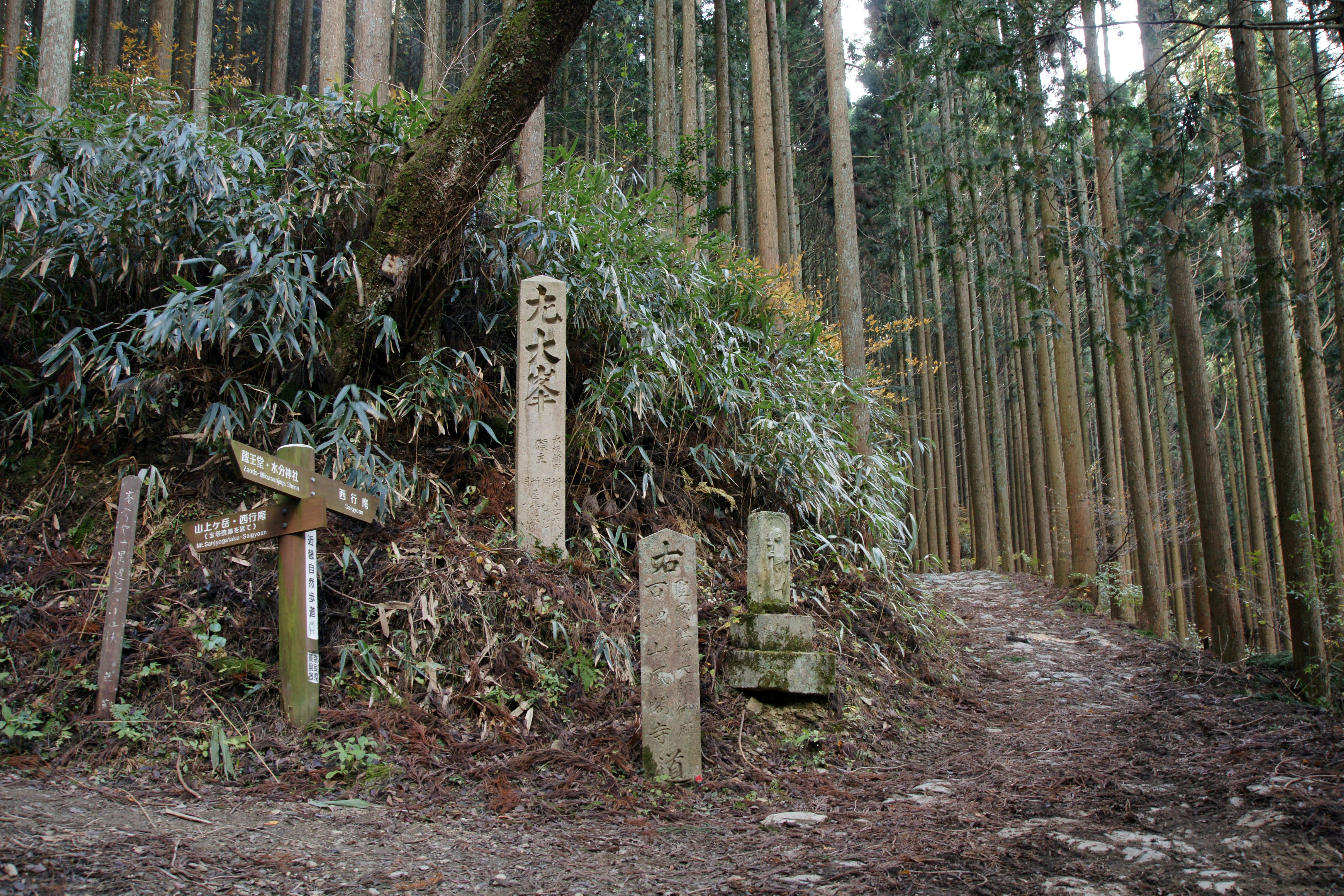
Un cartello a Oku-Senbon, Yoshinoyama (Omine Okugando continua dalla parte anteriore a sinistra, e la destra è un ramo verso Hyakukaidake)
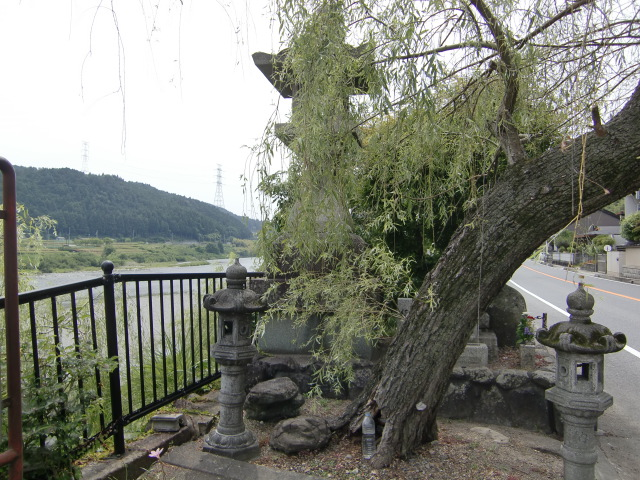
Yanagi-no-watashi
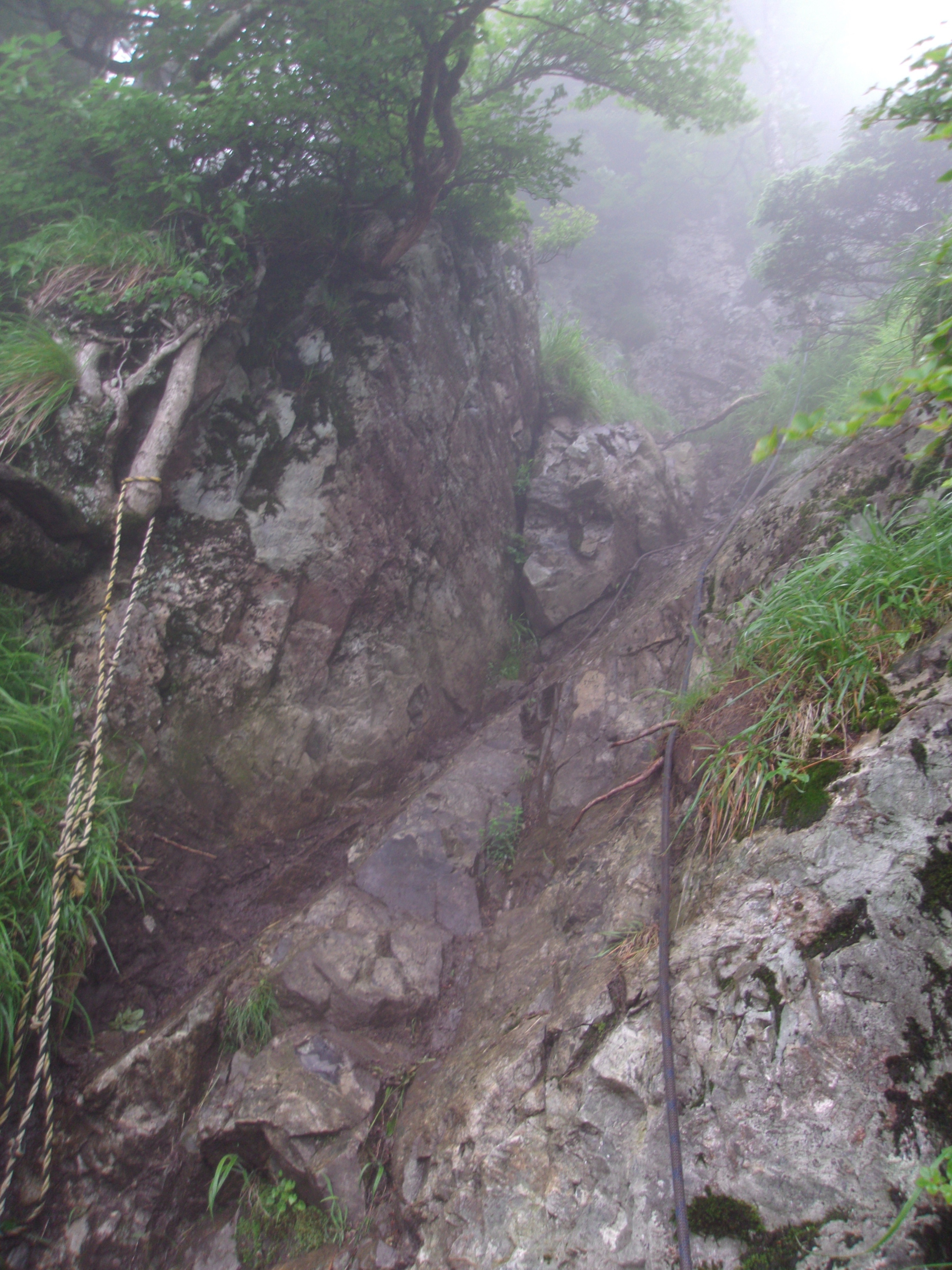
N.47 Zenkisan (percorso in salita, assistito da corda)

## I 75Nabiki
1. Yanagi-no-shuku (柳の宿)
2. Jōrokusan (丈六山)
3. Yoshinosan (吉野山)
4. Mikumari Jinja ( 水分神社)
5. Kinpujinja ( 金峯神社)
6. Aizen-no-shuku (愛染の宿)
7. Nizō-no-shuku (二蔵宿)
8. Jōshinmon (浄心門)
9. Sanjōgatake (山上岳)
10. Ozasa-no-shuku (小篠の宿)
11. Amidagamori (阿弥陀森)
12. Waki-no-shuku (脇の宿)
13. Fugendake (普賢岳)
14. Shō-no-iwaya (笙の窟)
15. Mirokudake (弥勒岳)
16. Chigodomari (稚児泊)
17. Shichiyōdake (七曜岳)
18. Gyōjagaeri (行者還)
19. Ichi-no-tawa (一の多和)
20. Ishiyasumi-no-shuku (石休宿)
21. Kōbase-no-shuku (講婆世宿)
22. Misen (弥山)
23. Chōsengatake (朝鮮ヶ岳)
24. Furuimajuku (古今宿)
25. Hakkyōgatake (八経ヶ岳)
26. Myōjōgatake(明星ヶ岳)
27. Kiku-no-iwaya (菊の窟)
28. Zenji-no-mori (禅師の森)
29. Goko-no-mine (五鈷嶺)
30. Fune-no-tawa (舟の多和)
31. Shichimensan (七面山)
32. Yōji-no-shuku (楊枝の宿)
33. Busshōgatake (仏性ヶ岳)
34. Kujakudake (孔雀岳)</
35. Kūhachidake (空鉢岳)
36. Shakagatake (釈迦ヶ岳)
37. Totsumon (都津門)
38. Jinsen-no-shuku (深仙宿)
39. Shōten-no-mori (聖天の森)
40. Gokakusen (五角仙)
41. Dainichidake (大日岳)
42. Senjudake (千手岳)
43. Futatsuiwa (二つ岩)
44. Sobakusadake (蘇莫岳)
45. Koike-no-shuku (小池宿)
46. Chigusadake (千草岳)
47. Zenkisan (前鬼山)
48. Zenkisanjūtaki (前鬼三重滝)
49. Okumoridake (奥森岳)
50. Komoridake (子守岳)
51. Hannyadake (般若岳)
52. Nehandake (涅槃岳)
53. Kenkōmon (乾光門)
54. Jikyō-no-shuku (持経宿)
55. Heiji-no-shuku (平治宿)
56. Nuta-no-juku (怒田宿)
57. Gyōsendake (行仙岳)
58. Kasasuteyama (笠捨山)
59. Yarigatake (槍ヶ岳)
60. Shia-no-shuku (四阿宿)
61. Kikugaike (菊ヶ池)
62. Ogamikaeshi (拝返し)
63. Kōshōzan (香精山)
64. Furuya-no-shuku (古屋宿)
65. Nyoijugadake (如意珠岳)
66. Tamakisan (玉置山)
67. Mizunomi-no-shuku (水呑宿)
68. Kishi-no-shuku (岸の宿)
69. Godaisondake (五大尊岳)
70. Kongōtawa (金剛多和)
71. Daigokudake (大黒岳)
72. Fukikoshiyama (吹越山)
73. Shingū (Kumano Hayatama Taisha) (新宮)
74. Nachisan (Kumano Nachi Taisha) (那智山)
75. Hongūtaisha (本宮大社)